# ルイスと未来泥棒
『ルイスと未来泥棒』（ルイスとみらいどろぼう、原題：Meet the Robinsons）は、ウォルト・ディズニー・アニメーション・スタジオによる、47番目の長編アニメーション映画である。アメリカでは2007年3月30日に、日本では2007年12月22日に公開された。またウォルト・ディズニー・アニメーション・スタジオの長編映画が日本で12月に公開されたのは2005年公開の「チキン・リトル」以来2年ぶりとなる。
『ロボッツ』と同じウィリアム・ジョイスの子供向け絵本「ロビンソン一家のゆかいな一日」（原題：A Day with Wilbur Robinson）を原作に制作されている。アメリカでは本来は2006年12月15日公開の予定だったが、ピクサーの買収により製作の実権を握ったジョン・ラセターの指示により公開を延期して全面的に作り直された。

## ストーリー
孤児院の玄関先に捨てられたルイスの夢は発明家。毎日ガラクタ発明をしているが、自分の記憶の中にあるお母さんの姿を映し出す機械を発明しようとする。その発明品を発表する学校行事の日、未来から来た時空警察と名乗る少年ウィルバーに出会う。「君の発明品が狙われている」から気をつけろと伝えるために来たという。
完璧に完成したはずの発明品は、謎の山高帽の男によって、うまく作動しなくなっていたがルイスは知らず、自信満々に発表する。結局うまくゆかず「自分はダメなやつなんだ」と帰宅するルイス。ウィルバーは、なんとかこの機械をルイスに修理させて、もう一度発表させようと一生懸命。しかし、ルイスはやる気がない。ルイスは「ウィルバーが未来から来た時空警察なんて嘘だ。だから君のいう事は信用できない。だから機械を直す気もない。」と言う。そこでウィルバーはルイスから信用を勝ち取るために、ルイスをタイムマシンで未来へ連れて行く。
未来に移った瞬間に空の色は、きれいで鮮やかな青になり、夢のような未来社会が目の前にある。
ウィルバーの家についたルイスは風変わりな家族と一日を過ごすことになる。「自分の家族が、こんなだったらいいな」と思うルイス。
ルイスの発明品を盗んだ山高帽の男は、その機械をルイスの時代で、ある会社に売り込みに行くが上手く作動せず失敗する。そこで、ルイスを誘拐し、再度売り込みをしようとする。
この発明品を「誰が」発表するかで、未来が大きく変わってしまう。山高帽は未来のルイスに復讐するために暗躍し、ウィルバーは自分の存在のためにルイスに働きかける。
山高帽が作った未来は恐怖の世界になっていて、ルイスはやっと世界を元通りにするために自分が何をすべきかを知る。そのことがルイスの本当の家族を捜すため、少年の奇跡の冒険が始まる。

## 登場人物

### 主要キャラクター
ルイス（Lewis）/  コーネリアス（Cornelius）
本作の主人公。養護施設育ちの孤児であるが、発明に情熱を燃やす天才。母親を探したいあまり、記憶を戻す装置を発明するがドリスの策略で失敗に終わり、自分には才能がないと自暴自棄になっていたところにウィルバーが現れ、未来に連れて行かれる。そこで過ごす内に「ロビンソン家の養子になりたい」と考えるようになる。
実は未来のルイスこそ、ロビンソン家の主人･コーネリアス本人であり、ウィルバーの父親。「ロビンソン・インダストリー」社長。過去の自分が連れてこられたときは出張に出ていたが、ドリスの復讐が頓挫した未来で登場し、最初の最高傑作を見せ、過去の自分を励ます。
ウィルバー・ロビンソン（Wilbur Robinson）
本作の準主人公。未来への鍵を握る（自称）時空警察の少年。コーネリアス、即ち未来のルイスの息子。ルイスをタイムマシンに乗せ、未来へ連れていく。自信過剰でやんちゃな性格のため、時々トラブルを引き起こしては毎回家族に過激なお仕置きをされているらしい。一度、ドリスによって家族共々存在を消されるがルイスの活躍で復活し、その礼で破るはずだったルイスの本当の母親に会わせる約束を果たし、元の時代に帰した。
マイケル・"グーブ"・ヤグービアン（Michael "Goob" Yagoobian） / 山高帽の男（Bowler Hat Guy）
本作のディズニー・ヴィランズだが、ドリス程の悪人ではなく、終盤でルイスと和解する。ウィルバーの家のガレージからタイムマシンを盗み出した「未来泥棒」。
発明に付き合わされて慢性の寝不足。野球で活躍したいと望むが、あるアクシデントで彼の人生は台無しになってしまう。未来から来た山高帽の男にその怨みを忘れるなと忠告され、その屈辱をルイス（コーネリアス）のせいと決めつけ、償わせようと企む、未来の山高帽の男である。その後、歴史を修正したルイスの計らいでそのミスがなかったことになり、ヒーローとなった。
過去を変えることで未来を変えようと企むが、詰めが甘く、どちらかというと共犯のドリスの助言に頼っている。どことなくマヌケであり、悪人ながら憎めないキャラクター。
その正体はルイスのルームメイトのマイケル・グーブ・ヤグービアンであると、中盤で判明する。しかし終盤で彼もドリスに利用されていたことが判明し、そのことを知った際、「友達だと思ったのに」とショックを受ける。ラスト、ルイスが未来の自分の養子にしようとしたが自ら身を引き、姿を眩ました。
ドリス（Doris / DOR-15）
もう一つのディズニー・ヴィランズ。山高帽の男（マイケル・"グーブ"・ヤグービアン）の共犯である帽子型ロボットだが主導権はドリスのほうが握っており、本作の真の黒幕である。後にコーネリアス（ルイス）が作ったロボットだと判明する。
人の行動を操ることができるドリスにとって、人間に指図される使われ方に不満を抱き、そのことに気づいたコーネリアスによって、失敗作として封印されるも僅かに残った電力で自力で脱出し、コーネリアスに復讐する為、同じく彼に復讐心を持つ山高帽の男を利用し、未来を支配しようとする。だが、その未来を知ったルイス自身が過去（現代）においてドリスを作らないと宣言したことで存在そのものが消滅した。

### ロビンソン家
カール（Carl / CAR-L）
ロビンソン家のロボット。執事のような存在でもあり、夕食を皆に渡す係をしている。ウィルバーの親友かつ理解者でもあるが、ウィルバーからはお節介に思われることも。首や両腕両足を自由に伸ばすことができる。
フラニー（Frannie）
個性的で陽気なコーネリアス(ルイス)の妻でウィルバーの母。カエルに歌い方とバンドの演奏方法を教えた。特技は空手。
バドおじいちゃん（Grandpa Bud）
ウィルバーの祖父。服を逆さに着ている老人。コーネリアスの里親。
クランクルホーン博士/ルシールおばあちゃん（Dr. Krunklehornis）
ルイスの学校の科学博覧会の審査員で発明家。最新の発明品はカフェインパッチ。12杯のコーヒーを飲むのと同等で、彼女は何日も眠っていない。
バドおじいちゃんの妻であることが終盤で判明し、コーネリアスの里親になる。
フリッツおじさんとペチュニアおばさん（Uncle Fritz And Aunt Petunia）
おばさんは非常に怒りっぽく、際限なく激しくフリッツおじさんを罵る（おばさんはおじさんが操作している指人形）。二人の間にはタルーラ（娘）とラズロ（息子）という二人の子供がいる。
ジョーおじさんとビリーおばさん（Uncle joe And Aunt Billy）
ジョーはバドの兄弟であり、ピーナッツバタージャムサンドが大好き。極度な肥満体系。ビリーは電車好きであり、恐竜との戦いの時に電車を用いていた。
ガストンおじさんとアートおじさん（Uncle Art）
フラニーの二人の兄。ガストンは夕食の最中にフラニーとよく食べ物を使った争いをしているがたいてい負けている。アートは風変わりな銀河系間ピザ配達であり、。銀河系内のどこでも数分で出来たてのピザを届ける。
スパイクとディミトリ（Spike And Dimitri)
ロビンソン家のドアの前にある植木に暮らしている双子。誰の子供かはルイスはおろか、ロビンソン家全員知らない。
タイニー（Tiny）
山高帽の男によって過去から未来に連れてこられたティラノサウルス。与えられた任務をするには頭が大きすぎて手が小さすぎた。初めは獰猛だがロビンソン家のペットとなる。
レフティ（Lefty）
ロビンソン家の召使いの紫色のタコ。
カエルのグーンズ（Frog Goons）
リーダーのフランキー（Frankie）率いる、歌うカエルグループ。

### その他
ウィラースタイン先生（Mr.Willerstein)
ルイスの担任教師。発明好きのルイスの気持ちを理解しており、ルイスに科学フェアへの参加を推薦する。
リジー（Lizzy）
感情的で怒っている学生。科学博覧会で暗い態度でカミアリについて彼女が発表するとき、「カミアリはただ私の敵に噛み付くだけです」と言った。
ミルドレッド（Mildred）
本作のキーパーソン。ルイスたち孤児を育てている養護施設の管理人。100回以上も里親決定の面接が失敗してばかりのルイスを本気で心配している。

## キャスト
| 役名                 | 原語版声優                            | 日本語吹き替え |
| -------------------- | ------------------------------------- | -------------- |
| ルイス               | ダニエル・ハンセン ジョーダン・フライ | 白石涼子       |
| ウィルバー           | ウェズリー・シンガーマン              | 吉野裕行       |
| 山高帽の男（グーブ） | スティーブン・J・アンダーソン         | 屋良有作       |
| バドおじいちゃん     | スティーブン・J・アンダーソン         | 納谷六朗       |
| タルーラ             | スティーブン・J・アンダーソン         | 安達忍         |
| フラニー             | ニコール・サリヴァン                  | 本田貴子       |
| ルシールおばあちゃん | ローリー・メトカーフ                  | 谷育子         |
| クランクルホーン博士 | ローリー・メトカーフ                  | 小宮和枝       |
| カール               | ハーランド・ウィリアムズ              | 多田野曜平     |
| アートおじさん       | アダム・ウェスト                      | 谷口節         |
| ガストンおじさん     | ドン・ホール                          | 清水明彦       |
| ビリーおばさん       | ケリー・フーバー                      | 久行敬子       |
| 子供時代のグーブ     | マシュー・ヨーステン                  | 小林翼         |
| ラズロ               | イーサン・サンドラー                  | 姫野恵二       |
| フリッツおじさん     | イーサン・サンドラー                  | チョー         |
| ペチュニアおばさん   | イーサン・サンドラー                  | チョー         |
| スパイク             | イーサン・サンドラー                  | 青山穣         |
| ディミトリ           | イーサン・サンドラー                  | 青山穣         |
| スミス会長           | イーサン・サンドラー                  | 郷里大輔       |
| ドリス               | イーサン・サンドラー                  | 原語流用       |
| レフティ             | ネイサン・グレノ                      | 原語流用       |
| タイニー             | ジョー・マテオ                        | 原語流用       |
| フランキー           | オーリアン・レッドソン                | 宮下栄治       |
| リジー               | トレイシー・ミラー・ザーネケ          | 高畑充希       |
| スタンリー           | ポール・ブッチャー                    | 畠中祐         |
| 子供時代のフラニー   | ジェシー・フラワー                    | 嶋村侑         |
| ウィラースタイン先生 | トム・ケニー                          | 小高三良       |
| コーチ               | ドン・ホール                          | 江川央生       |
| ハリントン           | ジョン・H・H・フォード                | 大川透         |
| ハリントン夫人       | ダグ・マクギャリー                    | よのひかり     |
| コーネリアス         | トム・セレック                        | 井上和彦       |
| ミルドレッド         | アンジェラ・バセット                  | 小林幸子       |

## 楽曲
- イメージソング：みつき「瞳ひらいて」

## 評価
レビュー・アグリゲーターのRotten Tomatoesでは143件のレビューで支持率は67%、平均点は6.4/10となった。Metacriticでは27件のレビューを基に加重平均値が61/100となった。

## 同時上映
- 『ミッキーの造船技師』（Boat Builders、1938年） - 通常上映版の同時上映
- 『リスのピーナッツ』（Working for Peanuts、1953年） - デジタル3D版の同時上映

## テレビゲーム
ディズニー・インタラクティブ・スタジオより『ルイスと未来泥棒 ウィルバーの危険な時間旅行』のプレイステーション2、Wii、ニンテンドーDS用日本語版が2007年12月20日に発売された。

## その他
- 公開後間もなく、続編の制作が企画されたが、ジョン・ラセターにより中止されている。
- 劇中に登場する「Todayland」という街はディズニーランドやマジック・キングダムの「Tomorrowland」エリアを基に描かれている。このエリアは東京ディズニーランドにも存在する。
- グーブが野球をしているグラウンドには『ジャングル・ブック』や『トイ・ストーリー2』の看板がある。